# Protectorat de Lagos
El protectorat de Lagos fou un territori sota protectorat britànic a les terres iorubes, establert per diversos tractats amb caps locals entre els anys 1870 i 1890.

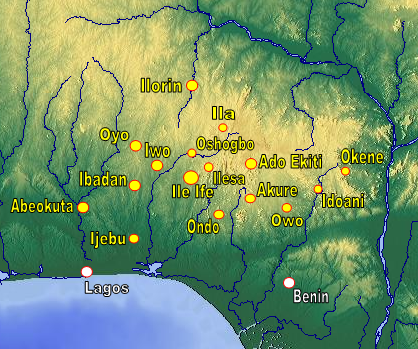
Ciutats històriques iorubes. Lagos al sud-oest

El 1877, una guerra comercial va esclatar entre Ibadan i els estats de l'Alake d'Egba (Abeokuta, anomenat també pels anglesos com Egbaland, o sigui, Egbalàndia) i d'Ijebu. Més enllà a l'est, els estats d'Ekiti i d'Ijesa es van revoltar contra el domini d'Ibadan el 1878, i lluites esporàdiques van seguir els següents setze anys. L'ajut de mercaders saros de Lagos en forma de rifles carregats va donar avantatge a Ekiti. El govern de Lagos, en aquell temps subordinat a Accra a la Costa d'Or, va ser instruït per quedar-se fora del conflicte, malgrat el dany que es feia al comerç, i els intents de mediació dels comerciants saros i dels emirs fulanis van ser refusats.
El 1884, George Goldie de la Companyia Unida Africana va tenir èxit absorbint la seva competència i va eliminar les factories comercials franceses del Baix Níger; la situació va permetre a Gran Bretanya de reclamar la regió sencera en la conferència de Berlín el següent any. El 1886, Lagos esdevingué una colònia separada de la Costa d'Or sota el governador Cornelius Alfred Moloney. En aquest moment els poders europeus estaven en plena competència per les colònies africanes mentre que els protagonistes de les guerres iorubes s'estaven desgastant. L'administració de Lagos, actuant per Samuel Johnson i Charles Phillips de la Church Missionary Society, va arranjar un alto el foc i tot seguit un tractat que garantia la independència de les ciutats Ekiti. Ilorin va rebutjar aturar la lluita i la guerra la va arrossegar.
Concernits pel creixement de la influència francesa en el proper Dahomey, els britànics van establir una factoria a Ilaro el 1890. El 13 d'agost de 1891 es va signar un tractat col·locant el Regne d'Ilaro sota la protecció de la reina britànica.
Quan el governador Gilbert Thomas Carter va arribar el 1891, va seguir una política agressiva. El 1892 va atacar el Regne d'Ijebu, i el 1893 va fer una gira per Iorubalàndia signant tractats, forçant els exèrcits a dispersar-se, i obrint la via per a la construcció d'un ferrocarril de Lagos a Ibadan. Per això, el 3 de febrer de 1893, Carter va signar un tractat de protecció amb l’Alafin d'Oyo i el 15 d'agost de 1893, el governador interí George Chardin Denton va signar un acord de protectorat amb Ibadan. El control colonial va quedar fermament establert en tota la regió després del bombardeig d'Oyo (ciutat de Nigèria) el 1895 i la captura d'Ilorin per la Companyia Reial del Níger el 1897.
Com que mai no es va establir una administració separada pel protectorat de Lagos, el govern de la colònia de Lagos fou autoritzat a exercir els poders adquirits. El 16 de gener de 1906, la colònia i el protectorat de Lagos van passar a formar part de la Colònia i Protectorat de Nigèria del Sud.
El 1910, sir Frederick Lugard va designar el cap de justícia sir Edwin Speed per realitzar una investigació a fi i efecte de determinar l'extensió del poder britànic a Yorubaland (Iorubalàndia), que és el nom alternatiu que es donava al protectorat de Lagos (Protectorat de Yorubaland o Iorubalàndia) i es van examinar a l'entorn de 100 tractats. El resultat fou que, excepte per a Egbaland (Egbalàndia) o Abeokuta, regne del qual s'havia garantit la independència, en la resta dels estats havien signat tractats prou amples com per facultar a la corona assumir el poder per a la pau i el bon govern en els dominis sota protectorat. El desembre de 1913 una order-in-council va establir els plens poder i jurisdicció de la corona britànica sobre Iorubalàndia (Nigeria Protectorate Order-in-Council 1913).
Per a suprimir la independència d'Egbaland es va aprofitar alguns esdeveniments; el 1912 van esclatar avalots al país i l'alake (rei) va demanar la intervenció de tropes britàniques. El 1913 van esclatar altre cop aldarulls i l'alake va demanar altre cop l'ajut de tropes britàniques; llavors el governador de la colònia i protectorat de Nigèria del Sud va expressar a l'alake el seu descontentament per la situació i el va aconsellar d'abrogar el tractat de 1893. El 16 de setembre de 1914 l'alake va signar un nou tractat que anul·lava el de 1893 i establia plenament el protectorat britànic a Egbaland i sobre els seus habitants, tant en matèria civil com penal.